# Impatiens reptans
Impatiens reptans är en balsaminväxtart som beskrevs av Joseph Dalton Hooker. Impatiens reptans ingår i släktet balsaminer, och familjen balsaminväxter. Inga underarter finns listade i Catalogue of Life.